# 주형준
주형준(1991년 4월 22일~)은 대한민국의 전 스피드 스케이팅 선수이다.
쇼트트랙으로 선수 생활을 시작했다가, 스피드 스케이팅으로 전향하였으며, 2011년 스피드 스케이팅 국가대표로 선발되었다.
2014년 동계 올림픽에 참가하여 1500m에서 29위를 기록했으며, 팀 추월에서 이승훈·김철민과 짝을 지어 출전하여 은메달을 땄다.